# Le Champ-Saint-Père
Champ-Saint-Père redirige ici.
Pour les articles homonymes, voir Saint-Père.
Le Champ-Saint-Père, appelé  localement « Champ-Saint-Père », est une commune du Centre-Ouest de la France, située dans le département de la Vendée en région Pays de la Loire.
Elle fait partie du canton de Moutiers-les-Mauxfaits. Les habitants sont appelés Pérois.

## Géographie
Le territoire municipal du Champ-Saint-Père s'étend sur 2 475 hectares. L'altitude moyenne de la commune est de 37 mètres, avec des niveaux fluctuant entre 1 et 75 mètres,.
| La Boissière-des-Landes | Chaillé-sous-les-Ormeaux | Rosnay                  |
|                         | Champ-Saint-Père         |                         |
| Saint-Vincent-sur-Graon |                          | La Bretonnière-la-Claye |

### Climat
Pour des articles plus généraux, voir Climat des Pays de la Loire et Climat de la Vendée.
En 2010, le climat de la commune est de type climat océanique franc, selon une étude du CNRS s'appuyant sur une série de données couvrant la période 1971-2000. En 2020, Météo-France publie une typologie des climats de la France métropolitaine dans laquelle la commune est exposée à un climat océanique et est dans la région climatique  Bretagne orientale et méridionale, Pays nantais, Vendée, caractérisée par une faible pluviométrie en été et une bonne insolation. 
Pour la période 1971-2000, la température annuelle moyenne est de 12,5 °C, avec une amplitude thermique annuelle de 13,7 °C. Le cumul annuel moyen de précipitations est de 776 mm, avec 12,8 jours de précipitations en janvier et 6,3 jours en juillet. Pour la période 1991-2020, la température moyenne annuelle observée sur la station météorologique de Météo-France la plus proche, sur la commune d'Angles à 12 km à vol d'oiseau, est de 13,2 °C et le cumul annuel moyen de précipitations est de 869,3 mm,. Pour l'avenir, les paramètres climatiques de la commune estimés pour 2050 selon différents scénarios d'émission de gaz à effet de serre sont consultables sur un site dédié publié par Météo-France en novembre 2022.

## Urbanisme

### Typologie
Au 1er janvier 2024, Le Champ-Saint-Père est catégorisée bourg rural, selon la nouvelle grille communale de densité à sept niveaux définie par l'Insee en 2022.
Elle est située hors unité urbaine. Par ailleurs la commune fait partie de l'aire d'attraction de La Roche-sur-Yon, dont elle est une commune de la couronne,. Cette aire, qui regroupe 45 communes, est catégorisée dans les aires de 50 000 à moins de 200 000 habitants,.

### Occupation des sols
L'occupation des sols de la commune, telle qu'elle ressort de la base de données européenne d’occupation biophysique des sols Corine Land Cover (CLC), est marquée par l'importance des territoires agricoles (86,4 % en 2018), en diminution par rapport à 1990 (88,4 %). La répartition détaillée en 2018 est la suivante : 
prairies (51,7 %), terres arables (21 %), zones agricoles hétérogènes (13,6 %), forêts (7,2 %), zones urbanisées (5,7 %), eaux continentales (0,7 %). L'évolution de l’occupation des sols de la commune et de ses infrastructures peut être observée sur les différentes représentations cartographiques du territoire : la carte de Cassini (XVIIIe siècle), la carte d'état-major (1820-1866) et les cartes ou photos aériennes de l'IGN pour la période actuelle (1950 à aujourd'hui).

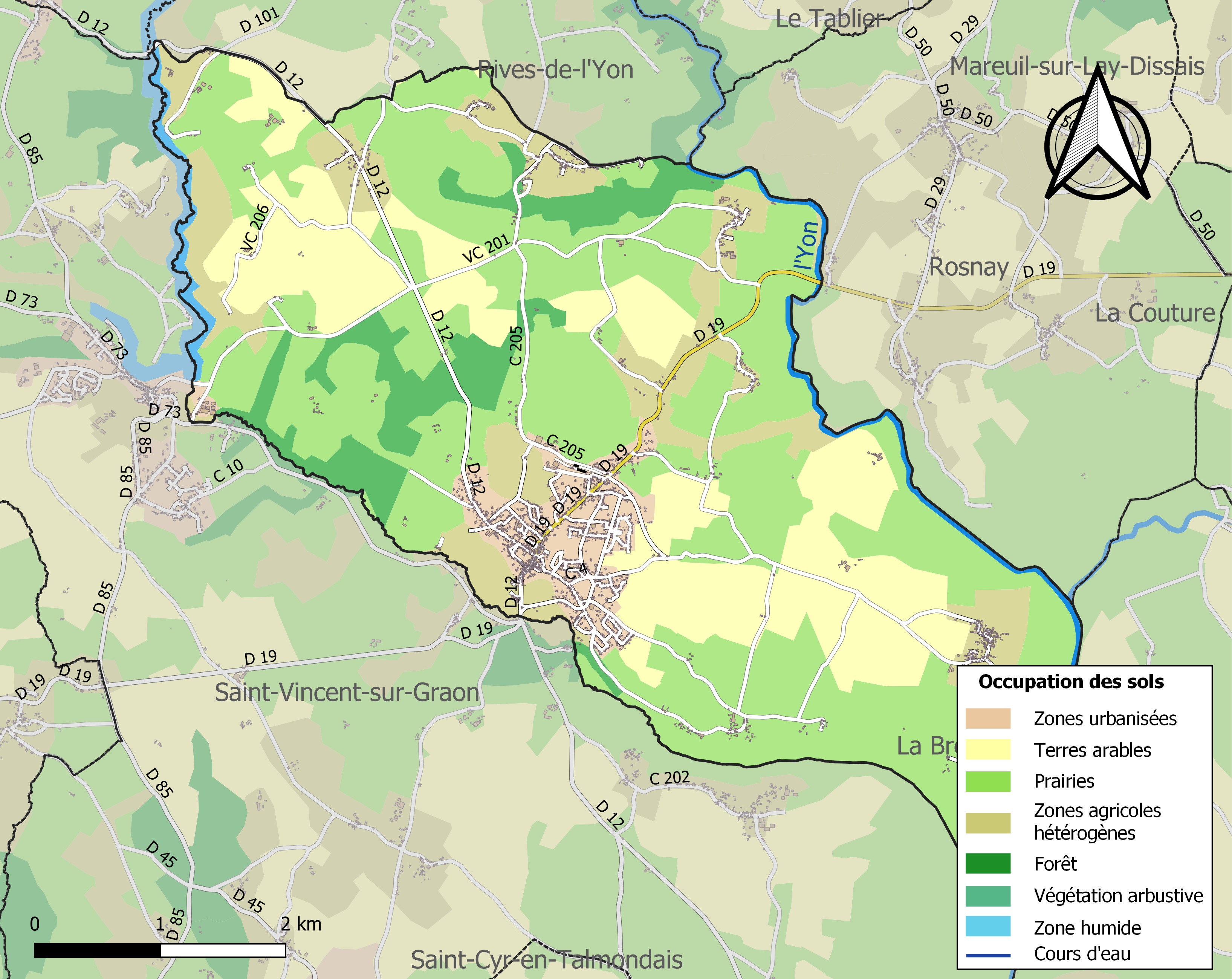
Carte des infrastructures et de l'occupation des sols de la commune en 2018 (CLC).

## Toponymie
Durant la Révolution, la commune porte le nom de Champ-Perdu.
En poitevin, la commune est appelée Chanp-Sént-Pére.

## Histoire
Le bourg du Champ-Saint-Père est né sur les bords du Graon (qui était beaucoup plus large qu'aujourd'hui), vraisemblablement au lieu-dit la Nanté. Des restes de poterie attesteraient ce fait. Puis le bourg s'est développé en remontant vers le nord-est.
Le Champ-Saint-Père a connu son heure de gloire quand Henri IV a traversé la région en 1584. Tombé malade, il séjourna au château de la Mothe-Freslon. De ce logis, il ne reste aujourd’hui que peu de choses, des douves ainsi que la seigneurie des Aurays et celle de la Payraudière, propriétés d’Anne de Buor et de Parmenas de La Poeze. Vers 1776, le domaine fut acquis par le baron Charles Louis de Gyvès, né à Curzon (85) en 1746 et qui y décèdera en 1798. Après plusieurs propriétaires successifs, à partir de 1911, c'est la famille Merveilleux du Vignaux qui s'installe aux Aurays. Le vice-amiral Jean Merveilleux du Vignaux, grand marin, né à Saint Vincent sur Graon (85) en 1865, habite Les Aurays  et y décèdera en 1930.
Les guerres de Vendée, sous la Révolution, ne marquèrent que peu le pays. La commune devint « Champ-Perdu ». Champ-Saint-Père eut dans son clergé un prêtre non assermenté, l'Abbé Georges Heydou, vicaire, et un prêtre juré, le Curé Pierre-Jean Thibaud. Le premier ayant refusé de prêter serment à la Constitution Civile du 26 décembre 1790 et se trouvant en butte à des persécutions de toutes sortes, s'embarquait le 11 septembre 1792 vers l'Espagne (Cordoue), où il mourut en 1799. Le second, « ne voulant plus être le ministre d'un culte proscrit par la nature et l'éternelle raison », abdiquait la prêtrise le 18 brumaire an II (8 décembre 1793).
Longtemps, la mémoire collective garda l'épisode du Sanguenitou. Ce résistant et espion vendéen, simulant l'ivresse, avait eu connaissance des projets des soldats de la République et les transmit aux troupes vendéennes qui infligèrent une correction à leurs ennemis.
Le bourg se développa au XIXe siècle et tout particulièrement avec l’arrivée du chemin de fer (ligne Nantes-Bordeaux). D'importantes foires aux bestiaux permettaient l’expédition des animaux par voie ferrée. Ajouté à cela, un chemin de fer départemental partait vers Les Sables-d'Olonne (en passant par Moutiers-les-Mauxfaits, Avrillé et Talmont). Il en reste des « maisonnettes », des routes élargies.
L'expansion du bourg continua au début du XXe siècle. La population fut si nombreuse qu'il fut décidé de construire une nouvelle église (1902). Avant la Seconde Guerre mondiale et pendant celle-ci, résida au Champ-Saint-Père le préfet de la Libération, Léon Martin.
Au cours des siècles, se sont constitués des quartiers bien définis : le Champ de la Croix, le Petit Paris (autrefois quartier de la Chapelle), la Nanté, le quartier de la Gare, le Centre-Bourg, etc. Aujourd’hui, de nouveaux lotissements sont créés.

### Héraldique
| Blason | Blasonnement : D'argent aux quatre épis de blé au naturel en bouquet mûris par un soleil non figuré de gueules mouvant de la pointe, à la chape abaissée, partie au premier de sinople à la roue dentée d'argent et au second d’or à la grappe de raisin de gueules feuillée de sinople, au compas ouvert au naturel brochant sur le trait de la chape. |

## Politique et administration

### Liste des maires
| Période                                  | Période     | Identité                             | Étiquette | Qualité |
| ---------------------------------------- | ----------- | ------------------------------------ | --------- | --- |
| Les données manquantes sont à compléter. |             |                                      |           | |
| 1830                                     | 1833        | Pierre-Frédéric Saint-Georges Ransol |           | Médecin |
| 1833                                     | 1840        | Jean Rousse                          |           | Notaire |
| 1840                                     | 1843        | Sulpice Mallet                       |           | |
| 1843                                     | 1847        | Jean Piard                           |           | |
| 1847                                     | 1858        | Onésime de Saint Esteve              |           | |
| 1858                                     | 1866        | Pierre-Jean Piard                    |           | |
| 1866                                     | 1870        | François Fetiveau                    |           | |
| 1870                                     | 1904        | Ferdinand Dezamy                     |           | |
| 1904                                     | 1919        | Marcel Gendronneau                   |           | |
| 1919                                     | 1949        | Léopold Trenit                       |           | |
| 1949                                     | 1963        | Ferdinand Guyet                      |           | |
| 1963                                     | mars 1989   | Maurice Louineau                     | DVD       | Artisan peintre |
| mars 1989                                | 18 mai 2020 | Marcel Gauducheau,                   | DVD       | Cadre de santé retraité Conseiller général de Moutiers-les-Mauxfaits (2001 → 2015) Conseiller départemental de Mareuil-sur-Lay-Dissais (2015 → 2021) 1er vice-président du conseil départemental (2015 → 2021) Président de la CC du Pays-Moutierrois (1995 → 2014) 1er vice-président de la CC Vendée Grand Littoral (2014 → 2020) |
| 18 mai 2020                              | En cours    | Jean Ferrand                         | SE        | Agent de maîtrise 10e vice-président de la CC Vendée Grand Littoral (2020 → ) |

## Population et société

### Démographie

#### Évolution démographique
L'évolution du nombre d'habitants est connue à travers les recensements de la population effectués dans la commune depuis 1793. Pour les communes de moins de 10 000 habitants, une enquête de recensement portant sur toute la population est réalisée tous les cinq ans, les populations de référence des années intermédiaires étant quant à elles estimées par interpolation ou extrapolation. Pour la commune, le premier recensement exhaustif entrant dans le cadre du nouveau dispositif a été réalisé en 2007.

En 2022, la commune comptait 2 041 habitants, en évolution de +10,98 % par rapport à 2016 (Vendée : +5,33 %, France hors Mayotte : +2,11 %).
| 1793  | 1800 | 1806 | 1821  | 1831  | 1836  | 1841  | 1846  | 1851  |
| ----- | ---- | ---- | ----- | ----- | ----- | ----- | ----- | ----- |
| 1 048 | 695  | 976  | 1 177 | 1 121 | 1 308 | 1 380 | 1 468 | 1 634 |

| 1856  | 1861  | 1866  | 1872  | 1876  | 1881  | 1886  | 1891  | 1896  |
| ----- | ----- | ----- | ----- | ----- | ----- | ----- | ----- | ----- |
| 1 692 | 1 742 | 1 802 | 1 811 | 1 838 | 1 778 | 1 841 | 1 919 | 1 929 |

| 1901  | 1906  | 1911  | 1921  | 1926  | 1931  | 1936  | 1946  | 1954  |
| ----- | ----- | ----- | ----- | ----- | ----- | ----- | ----- | ----- |
| 1 967 | 1 879 | 1 847 | 1 675 | 1 635 | 1 566 | 1 533 | 1 388 | 1 372 |

| 1962  | 1968  | 1975  | 1982  | 1990  | 1999  | 2006  | 2007  | 2012  |
| ----- | ----- | ----- | ----- | ----- | ----- | ----- | ----- | ----- |
| 1 251 | 1 201 | 1 236 | 1 376 | 1 436 | 1 316 | 1 506 | 1 533 | 1 777 |

| 2017  | 2022  | - | - | - | - | - | - | - |
| ----- | ----- | - | - | - | - | - | - | - |
| 1 837 | 2 041 | - | - | - | - | - | - | - |

#### Pyramide des âges
La population de la commune est relativement âgée.
En 2018, le taux de personnes d'un âge inférieur à 30 ans s'élève à 29,8 %, soit en dessous de la moyenne départementale (31,6 %). À l'inverse, le taux de personnes d'âge supérieur à 60 ans est de 35,5 % la même année, alors qu'il est de 31,0 % au niveau départemental.
En 2018, la commune comptait 891 hommes pour 945 femmes, soit un taux de 51,47 % de femmes, légèrement supérieur au taux départemental (51,16 %).
Les pyramides des âges de la commune et du département s'établissent comme suit.
| Hommes | Classe d’âge | Femmes |
| ------ | ------------ | ------ |
| 0,8    | 90 ou +      | 3,5    |
| 9,3    | 75-89 ans    | 12,7   |
| 22,9   | 60-74 ans    | 21,7   |
| 18,0   | 45-59 ans    | 16,8   |
| 17,9   | 30-44 ans    | 16,8   |
| 11,9   | 15-29 ans    | 9,9    |
| 19,2   | 0-14 ans     | 18,6   |

| Hommes | Classe d’âge | Femmes |
| ------ | ------------ | ------ |
| 0,8    | 90 ou +      | 2,2    |
| 8,7    | 75-89 ans    | 11,1   |
| 20,3   | 60-74 ans    | 21,3   |
| 20     | 45-59 ans    | 19,4   |
| 17,5   | 30-44 ans    | 16,8   |
| 15     | 15-29 ans    | 13,2   |
| 17,7   | 0-14 ans     | 16,1   |

### Lieux et monuments
Plusieurs lieux et monuments marquent le territoire de la commune :
- l'église Saint-Pierre ;
- la gare ;
- le viaduc ferroviaire sur le Lay de la ligne de Nantes-Orléans à Saintes (à la limite de la commune et de celle de La Bretonnière-la-Claye) ;
- le pont du Gué-de-Noailles (également à la limite de la commune et de celle de La Bretonnière-la-Claye) ;
- ruines de Mothe-Freslon. Un souterrain dont l'entrée est obstrué se situe dans l'enceinte du château[24].

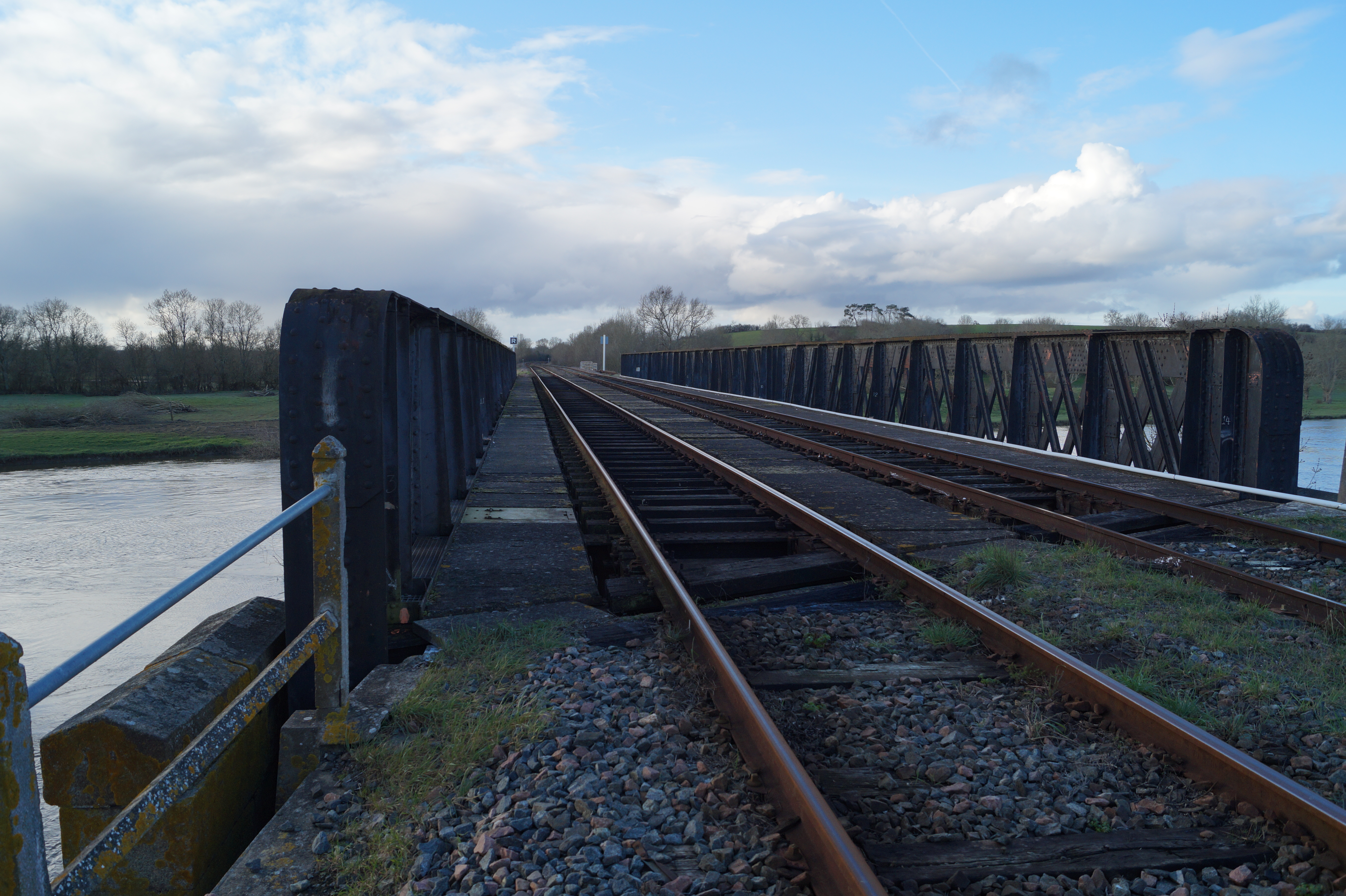
Viaduc sur le Lay.
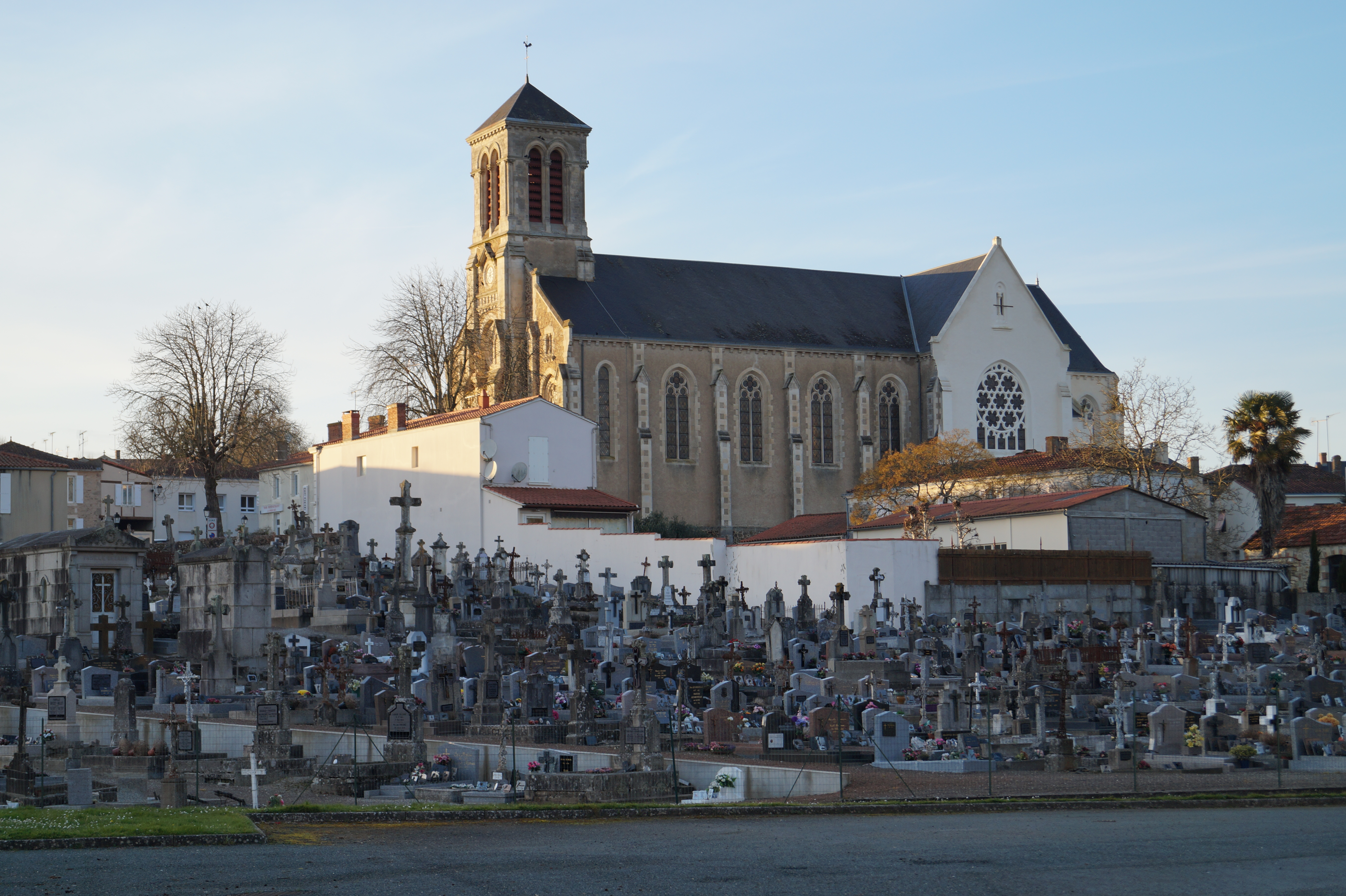
Église Saint-Pierre et « nouveau cimetière ».
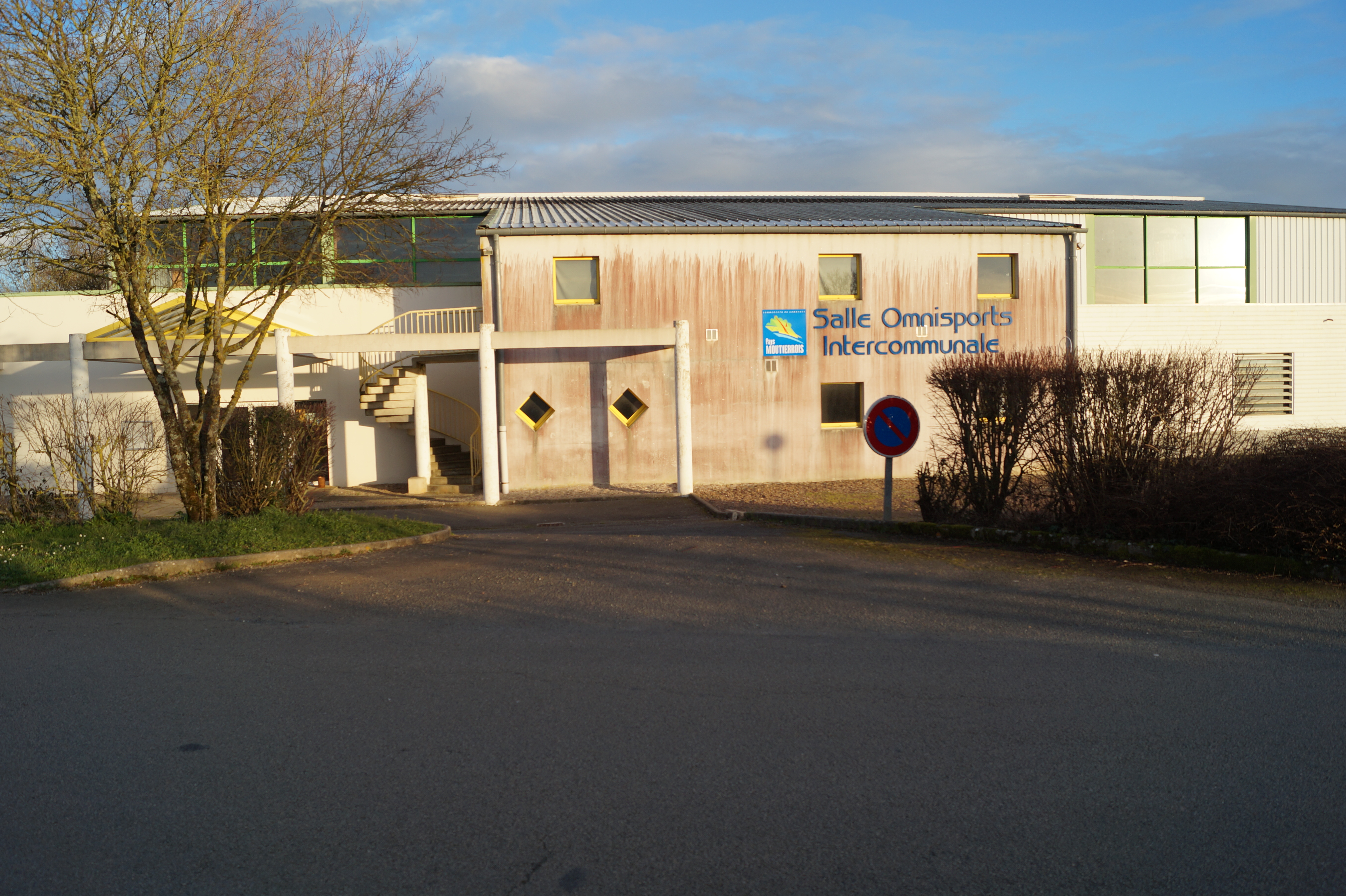
Salle omnisports.
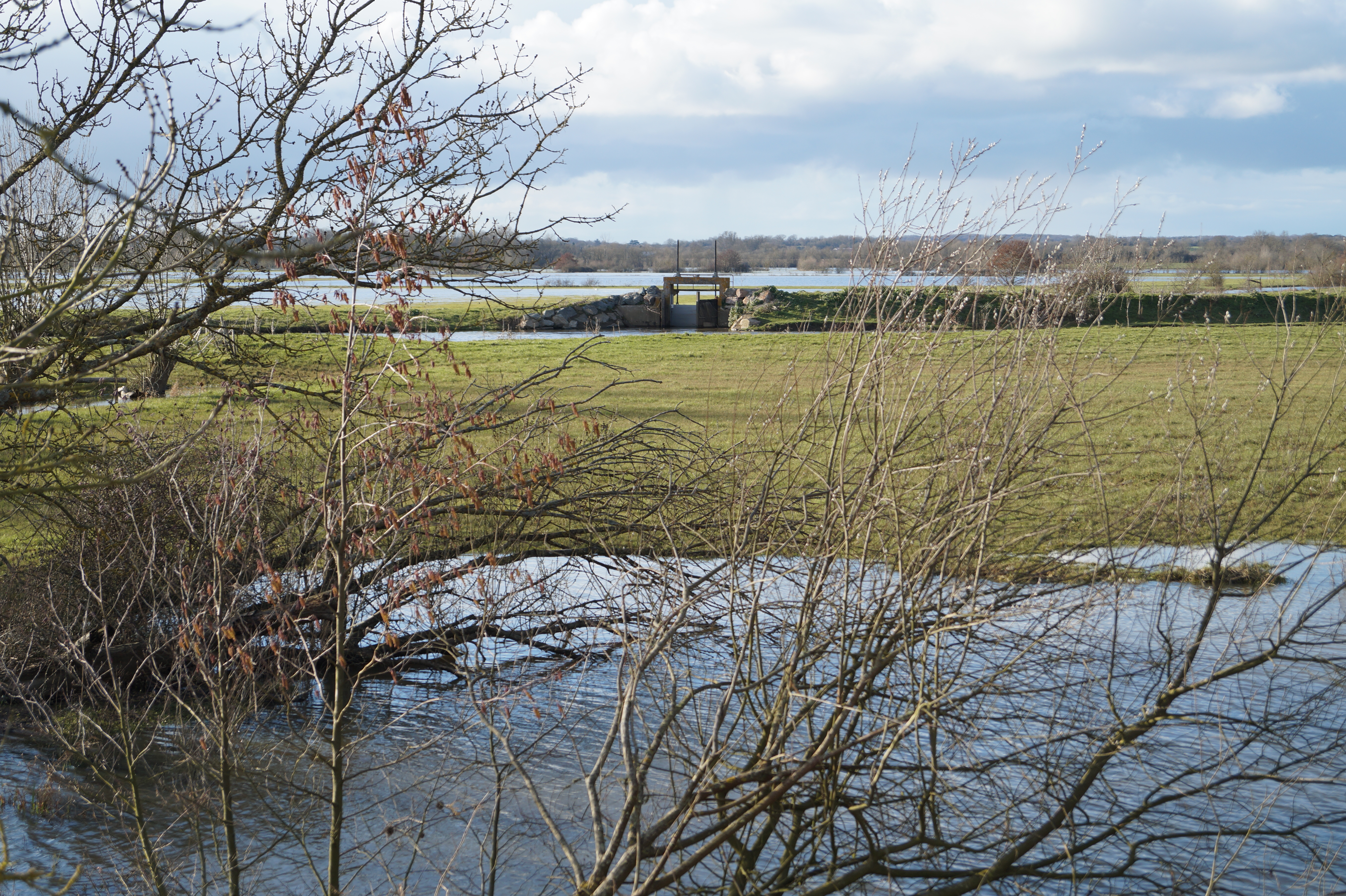
Vanne du Graon dans le marais de Saint-Gré (à l'arrière-plan).
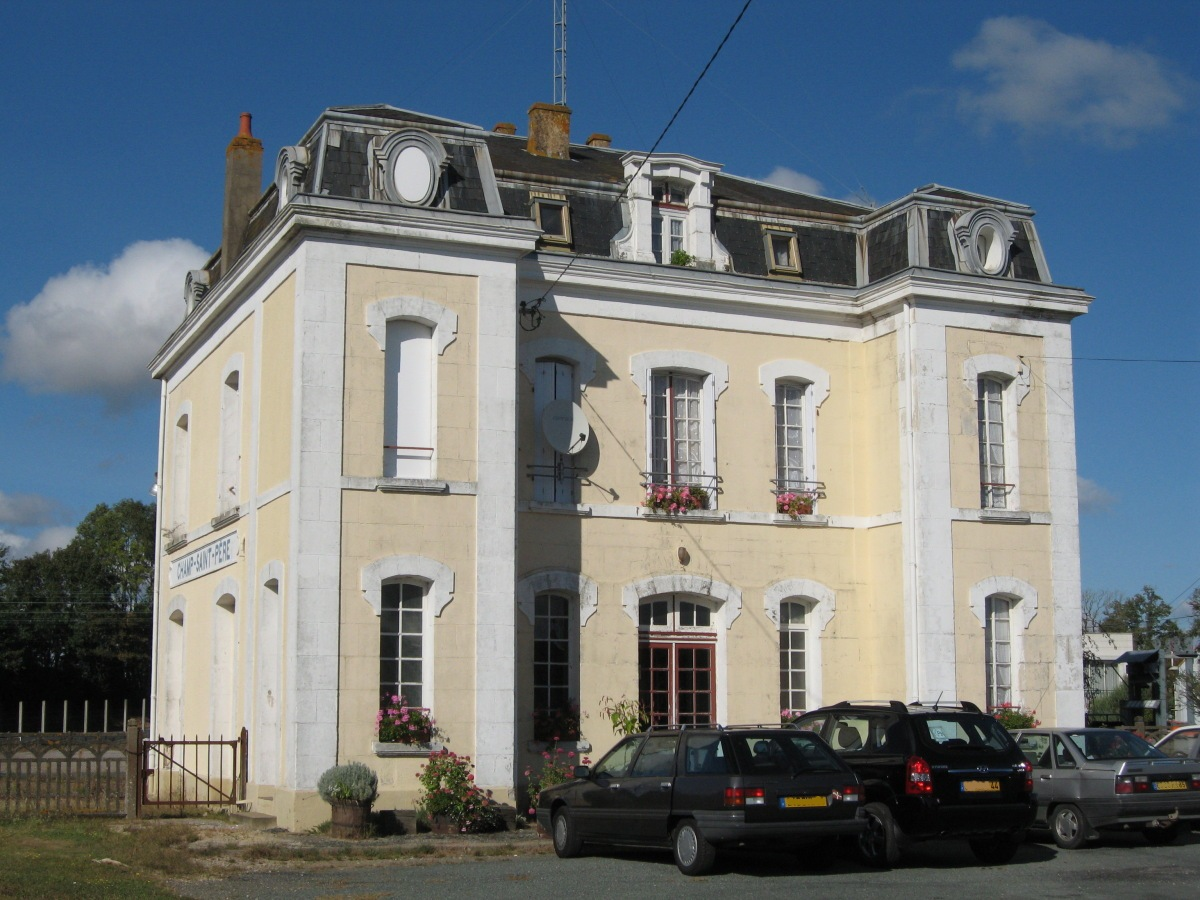
Bâtiment voyageurs de la gare.

### Patrimoine naturel
- Le Graon et son lac (limites ouest et sud avec Saint-Vincent-sur-Graon) ;
- l'Yon (limite avec Rosnay au nord-est) ;
- le marais de Saint-Gré ;
- la marais de la Gîte-de-Bougré ;
- le marais de Noailles.

## Personnalités liées à la commune
- Aimé-Charles-Louis-Modeste Biret (1767-vers 1830), juriste et littérateur, auteur de plusieurs ouvrages de droit.
- Jean-Marie-Benjamin Merveilleux du Vignaux, contre-amiral de France (mars 1916), vice-amiral de France (1920), grand-croix de la Légion d’honneur, né en 1865 au château de la Bijoire à Saint-Vincent-sur-Graon (Vendée), décédé en 1930 aux Aurays, au Champ-Saint-Père.